# Sivas Arena
Sivas Arena (znany też jako „Nowy Stadion 4 Września”, tur. „Yeni 4 Eylül Stadyumu”) – stadion piłkarski w Sivas, w Turcji. Został wybudowany w latach 2013–2016 i zainaugurowany 14 sierpnia 2016 roku. Może pomieścić 27 532 widzów. Swoje spotkania rozgrywają na nim piłkarze klubu Sivasspor, którzy przed otwarciem nowego obiektu występowali na starym Stadionie 4 Września.